# Пчелина
Пчелина (болг. Пчелина) — село в Болгарии. Находится в Разградской области, входит в общину Самуил. Население составляет 284 человека.

## Политическая ситуация
В местном кметстве Пчелина, в состав которого входит Пчелина, должность кмета (старосты) исполняет Расим Кадир Салим (независимый) по результатам выборов правления кметства.
Кмет (мэр) общины Самуил — Бейтула Сали Мюмюн (коалиция партий: Движение за права и свободы (ДПС), Земледельческий народный союз (ЗНС), национальное движение «Симеон Второй» (НДСВ)) по результатам выборов в правление общины.